# 麥基爾羅伊峰
54°11′S 36°46′W / 54.183°S 36.767°W
麥基爾羅伊峰（英語：McIlroy Peak），是南極洲的山峰，位於南喬治亞群島，處於巴倫山以南1.5公里，海拔高度745米，在1990年由英國南極名稱諮詢委員會命名，由英國海外領土管轄。